# Chiesa di San Giovanni Battista (Mendrisio)
La chiesa di San Giovanni Battista è un edificio religioso che si trova a Mendrisio, in Canton Ticino

## Storia

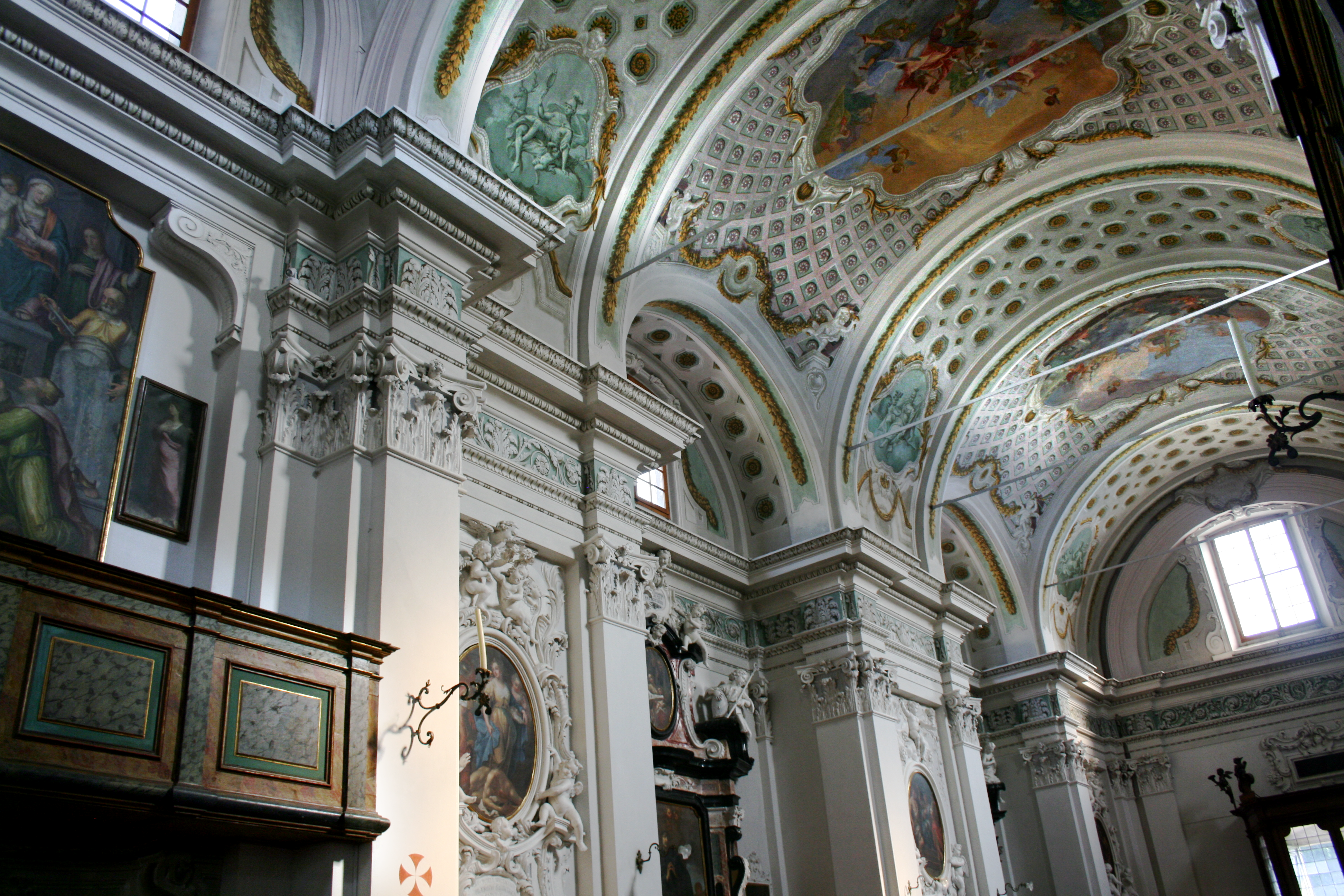
Veduta dell'interno.

Inizialmente venne eretta una chiesa in questo sito nel 1503, su iniziativa del frate Luca Garovi, ma l'edificio venne demolito nel 1721 (ad eccezione del campanile, risalente al XV secolo) per far posto ad una nuova costruzione in stile tardobarocco, su progetto dell'architetto Giovan Pietro Magni. La riedificazione della chiesa durò dal 1722 al 1733 o 1738. 
L'edificio religioso funse da chiesa conventuale dell'attiguo Convento dei Padri Serviti fino alla soppressione di quest'ultimo.

## Descrizione
La pianta dell'edificio si presenta con un'unica navata e quattro cappelle laterali, con un presbiterio ed un coro sul lato nord. La copertura è a botte.
Gli interni sono riccamente decorati da affreschi e stucchi risalenti al Settecento, opere realizzate da artisti della zona. Tra questi spiccano il roviesino Giovanni Battista Bagutti e il salorinese Battista Brenni, che nel 1774 realizzarono i dipinti che ornano la volta.